# Павле Левковић
Павле Левковић (Павао Лев или Pavao Löw; Загреб, 1910 — Дубровник, 1. јануар 1986) био је југословенски фудбалер и репрезентативац, официр ЈНА.

## Биографија
Рођен је 1910. године у Загребу. Пре Другог светског рата, припадао је кругу најистакнутијих чланова загребачког „Макабија“, познатог јеврејског клуба. Са Конкордијом је освојио два првенства Југославије (1930. и 1932).
Током 1933. наступио је на три утакмице за најбољу репрезентацију Југославије, све три на Балканском купу у Букурешту.
Почетком окупације Југославије ухапшен је 21. јуна 1941. у Загребу и одведен у логор Слано на Пагу, где је започео трку са смрћу која је трајала 800 дана. У августу исте године пребачен је у логор Јасеновац где опет бије свакодневну битку за голи живот. Из логора је побегао у септембру 1943. године. Прикључио се борцима Прве пролетерске бригаде. У току зиме 1941-42, у логоре Јасеновац и Стару Градишку спроведени су му отац Алфред, мајка Малвина и сестра Елза, али за њих није било спаса.
Одмах по доласку у партизане, истакао се храброшћу и бригом за људе, постао је командир чете и био примљен у Комунистичку партију. У новембру 1943. приликом напада на Травник, код Турбета је митраљезом сам штитио повлачење своје чете и био рањен. Добио је писмену похвалу штаба Прве пролетерске дивизије за »исказану храброст и умешно руковођење«.
Као човек високе културе, широког образовања и зналац више светских језика, убрзо је прерастао своје војне задатке и већ почетком 1944. био премештен на дужност при Врховном штабу за рад са »страним мисијама«. До краја рата био је на високим војним дужностима при штабовима Првог корпуса и Прве армије.
После рата променио је име у Павле Левковић, а као мајор ЈНА радио је у Комисији за утврђивање злочина окупатора и њихових помагача, а потом све до пензионисања у Управи војне индустрије у Београду. За рад у току рата и током послератног периода одликован је бројним ратним и мирнодопским одликовањима. Од 1963. до 1964. био је генерални секретар београдског Партизана.
Из здравствених разлога је напустио Београд и преселио се у Дубровник. Преминуо је 1. јануара 1986. године у Дубровнику.

## Наступи за репрезентацију Југославије
| #  | Датум         | Место    | Противник | Резултат | Гол | Такмичење     |
| -- | ------------- | -------- | --------- | -------- | --- | ------------- |
| 1. | 3. јун 1933.  | Букурешт | Грчка     | 5:3      | 0   | Балкански куп |
| 2. | 7. јун 1933.  | Букурешт | Бугарска  | 4:0      | 0   | Балкански куп |
| 3. | 11. јун 1933. | Букурешт | Румунија  | 0:5      | 0   | Балкански куп |

## Успеси
- Конкордија
  - Првенство Југославије: 1930, 1932.